# 위창수
위창수(1972년 1월 13일~)는 대한민국의 골프 선수이다.